# Sonallah Ibrahim
 (13 août 2025).
Le texte peut changer fréquemment, n’est peut-être pas à jour et peut manquer de recul. N’hésitez pas à participer, en veillant à citer vos sources.
Pour les articles homonymes, voir Ibrahim.
Sonallah Ibrahim (en arabe : صنع الله إبراهيم), né le 24 février 1937 au Caire où il meurt le 13 août 2025, est un écrivain égyptien.

## Biographie
Sonallah Ibrahim naît le 24 février 1937.  Son père est issu d’une famille bourgeoise, sa mère vient d’un milieu plus modeste.
Dans les années 1950, il interrompt ses études universitaires pour se consacrer à la lutte politique au sein du Parti communiste égyptien. Arrêté le 1er janvier 1959 avec quelques centaines d'autres militants, il ne sera libéré qu'en avril 1964. C'est dans ces années de prison qu'il décide de devenir écrivain. Son premier roman, Cette odeur-là, censuré lors de sa première parution en 1966, l’impose d’emblée au sein de la nouvelle avant-garde des années 1960. Après un séjour à Berlin-Est puis à Moscou, où il achève son deuxième roman (Étoile d'août, publié à Damas en 1974), il rentre au Caire en 1974 et décide de se consacrer exclusivement à l'écriture. 
Il a publié depuis sept autres romans, presque tous traduits en français, dont Les Années de Zeth (1992), satire féroce de la déliquescence politique, sociale et morale de l’Égypte de Hosni Moubarak. Il décrit en 1981 l’autoritarisme politique dans Le Comité (1992), une de ses œuvres les plus célèbres et les plus dérangeantes, et retrace dans Warda (2002), l’engagement de militants de gauche dans la guérilla du Dhofar, à Oman, dans les années 1960. En 1998, Sonallah Ibrahim anime un séminaire de littérature en Californie. Son roman Amrikanli (2005) suit les traces d’un universitaire égyptien aux États-Unis.
Son attachement aux valeurs de liberté et de la modernité ainsi que son indépendance d’esprit en font un écrivain important reconnu et respecté par le monde culturel et politique égyptien et arabe,.
En octobre 2003, choisi par un jury panarabe pour être le lauréat du Prix du Caire pour la création romanesque, décerné par le ministère égyptien de la Culture, il a refusé publiquement ce prix « octroyé par un gouvernement qui, à [ses] yeux, ne dispose d’aucune crédibilité pour ce faire ».
En 2004, il reçoit le prix Ibn Rushd pour la liberté de pensée.
En 2016, Thomas Azuélos adapte en roman graphique Le Comité d'après un roman de Sonallah Ibrahim.
Sonallah Ibrahim meurt au Caire le 13 août 2025, à l’âge de 88 ans.

## Publications
- Tilka l-râ'iha, roman 1966 (trad. française Cette odeur-là, 1992)
- Najmat Aghustus, roman 1974 (trad. française Étoile d'août, 1986)
- Al-Lajna, roman 1981 (trad. française Le Comité, 1992)
- Bayrût Bayrût (Beyrouth Beyrouth), roman 1984
- Dhât, roman 1992 (trad. française Les Années de Zeth, 1993)
- Sharaf, roman 1997 (trad. française Charaf ou L'honneur, 1999)
- Warda, roman 2000 (trad. française Warda, 2002)[4]
- Amrikanli, roman 2003 (trad. française Amrikanli. Un automne à San Francisco, 2005)
- Yawmiyyât al-Wâhât (Journal des Oasis), carnets de prison 2005
- Al-Talassus, roman 2007 (trad. française Le petit voyeur, 2008)
- Al-’amâma wal-qobba’a, roman 2008 (trad. française Turbans et chapeaux, 2011)
- Aljlyd (trad. française Le Gel, 2015)